# Zhongjie, Guizhou
Zhongjie (kinesiska: 中界, 中界乡) är en sockenhuvudort i Kina. Den ligger i provinsen Guizhou, i den sydvästra delen av landet, omkring 280 kilometer nordost om provinshuvudstaden Guiyang. Antalet invånare är 14 800. Befolkningen består av 7 393 kvinnor och 7 407 män. Barn under 15 år utgör 32 %, vuxna 15-64 år 56 %, och äldre över 65 år 10,0 %.